# Kuggsund, Borgå
Kuggsund är ett sund i Finland.   Det ligger i landskapet Nyland, i den södra delen av landet, 40 km öster om huvudstaden Helsingfors. Kuggsund ligger vid ön Emsalö.